# Mount Tenniel
Mount Tenniel är ett berg i Antarktis. Det ligger i Västantarktis. Argentina, Chile och Storbritannien gör anspråk på området. Toppen på Mount Tenniel är 1 625 meter över havet, eller 634 meter över den omgivande terrängen. Bredden vid basen är 11,0 km.
Terrängen runt Mount Tenniel är varierad. Mount Tenniel är den högsta punkten i trakten. Trakten är obefolkad. Det finns inga samhällen i närheten.